# كيني أدليكه
كيني أدليكه (بالإنجليزية: Kenny Adeleke) مواليد 10 فبراير 1983 في لاغوس، هو لاعب كرة سلة أمريكي. بدأ مسيرته الاحترافية في سنة 2006. يحمل الرقم 4. يبلغ طوله 6 قدم 9 بوصة (2.1 م).

## المسيرة الاحترافية
لعب مع بانفيت لكرة السلة في الدوري التركي في موسم 2007–2008، ثم لعب مع سباستياني باسكت رييتي في الدوري الإيطالي في سنة 2009، ثم لعب مع شانشي بريف دراجونز في الدوري الصيني في سنة 2010، ثم لعب مع نادي دنيبرو لكرة السلة في سنة 2010، ثم لعب مع سان سباستيان غيبوثكوا بي سي في الدوري الإسباني في سنة 2011.

## روابط خارجية
- كيني أدليكه على موقع الدوري الإسباني لكرة السلة (الإسبانية)
- كيني أدليكه على موقع كرة السلة الأوروبية.كوم (الإنجليزية)
- كيني أدليكه على موقع كلية كرة السلة في سبورتس رفرنس.كوم (الإنجليزية)
- كيني أدليكه على موقع ريلجم (الإنجليزية)
- كيني أدليكه على موقع بروبوليرز (الإنجليزية)
- كيني أدليكه على موقع سبورتس رفرنس (الإنجليزية)
- كيني أدليكه على موقع سبورتس رفرنس (الإنجليزية)